# Магнитостатика
 Магнитоста́тика  — раздел классической электродинамики, в котором изучаются свойства стационарного магнитного поля (поля постоянных электрических токов или постоянных магнитов), рассматриваются способы расчета магнитного поля постоянных токов и анализируется взаимодействие токов посредством создаваемых ими полей.

## Приближение магнитостатики
Реальные электромагнитные поля всегда в какой-то мере изменяются со временем. Для их описания существуют уравнения Максвелла. Под приближением магнитостатики (случаем магнитостатики) на практике понимают достаточно медленное изменение полей, чтобы можно было считать их постоянными с приемлемой точностью и оперировать более простыми уравнениями.
Магнитостатика вместе с электростатикой представляют собой подобласти электродинамики; их подходы можно использовать совместно и независимо, поскольку расчет электрического и магнитного полей в этом случае не имеет взаимозависимостей.
В рамках магнитостатики изучается как ситуация вакуума, так и ситуация магнитной среды — магнетика. При этом любая среда рассматривается макроскопически, то есть поля на атомных масштабах усредняются, молекулярные токи и магнитные моменты рассматриваются только в их совокупности.

## Базовый теоретический аппарат
Основу теоретического аппарата магнитостатики составляют два уравнения Максвелла, которые могут быть записаны в дифференциальной: 
{\displaystyle \mathrm {div} {\vec {B}}=0\,} (СИ, СГС)
{\displaystyle \mathrm {rot} {\vec {H}}={\vec {j}}\,} (СИ) {\displaystyle \qquad \mathrm {rot} {\vec {H}}={\frac {4\pi }{c}}\,{\vec {j}}\,} (СГС)
или интегральной:
{\displaystyle \oint {\vec {B}}\cdot d{\vec {s}}=0} (СИ, СГС)
{\displaystyle \oint {\vec {H}}\cdot d{\vec {L}}=\int {\vec {j}}\cdot d{\vec {S}}\,} (СИ) {\displaystyle \qquad \oint {\vec {H}}\cdot d{\vec {L}}={\frac {4\pi }{c}}\int {\vec {j}}\cdot d{\vec {S}}\,} (СГС)
форме. Здесь {\displaystyle {\vec {B}}} — вектор магнитной индукции, {\displaystyle {\vec {H}}} — вектор напряжённости магнитного поля, {\displaystyle {\vec {j}}} — плотность тока проводимости, {\displaystyle c} — скорость света в вакууме, {\displaystyle d{\vec {L}}} — элемент контура интегрирования, {\displaystyle d{\vec {S}}} — векторный элемент площадки. Интегрирование в левых частях формул для {\displaystyle {\vec {H}}} выполняется по произвольному замкнутому контуру, а в правых по произвольной поверхности, натянутой на этот контур.
Напряжённость и вектор индукции связаны соотношением
{\displaystyle {\vec {B}}=\mu _{0}\mu {\vec {H}}\,} (СИ) {\displaystyle \qquad {\vec {B}}=\mu {\vec {H}}} (СГС),
где {\displaystyle \mu _{0}} — магнитная постоянная, {\displaystyle \mu } — магнитная проницаемость среды (в общем случае зависящая от координат, а иногда и от величины {\displaystyle H}; для вакуума {\displaystyle \mu =1}).

## Расчёт магнитного поля

### Наиболее общий случай
В общем случае, поле в задачах магнитостатики при известном распределении токов находится по выписанным выше формулам. Обычно для этого требуются численные методы, но в ситуациях высокой симметрии (скажем, для цилиндирчески-симметричных плотностей токов и магнитных свойств среды: {\displaystyle {\vec {j}}=j(R){\vec {e}}_{z}}, {\displaystyle \mu =\mu (R)}, где {\displaystyle R} — расстояние от некоей оси, {\displaystyle {\vec {e}}_{z}} — орт вдоль этой оси) возможны аналитические решения. Для ситуации вакуума есть особые техники расчета.

### Закон Био—Савара для вакуума
Для вакуума магнитостатическое поле может быть вычислено с применением закона Био — Савара, задающего величину магнитного поля, генерируемого в данной точке элементом тока ({\displaystyle I\,d{\vec {l}}}, если элемент линейный, {\displaystyle {\vec {j}}dV}, если объёмный):
{\displaystyle d{\vec {B}}={\frac {\mu _{0}I}{4\pi }}{\frac {\left[d{\vec {l}}\times {\vec {r}}\right]}{r^{3}}}\,} (СИ) {\displaystyle \qquad d{\vec {B}}={\frac {I}{c}}{\frac {\left[d{\vec {l}}\times {\vec {r}}\right]}{r^{3}}}\,} (СГС)
{\displaystyle d{\vec {B}}={\frac {\mu _{0}}{4\pi }}{\frac {\left[{\vec {j}}dV\times {\vec {r}}\right]}{r^{3}}}\,} (СИ) {\displaystyle \qquad d{\vec {B}}={\frac {1}{c}}{\frac {\left[{\vec {j}}dV\times {\vec {r}}\right]}{r^{3}}}\,} (СГС),
где {\displaystyle {\vec {r}}} — вектор, проведённый из элемента тока в точку, где определяется магнитное поле.
Уравнения магнитостатики для вакуума линейны, что позволяет использовать принцип суперпозиции:
{\displaystyle {\vec {B}}=\int d{\vec {B}}},
то есть осуществлять суммирование (интегрирование) по вкладам отдельных элементов в поле.

### Метод магнитных зарядов
Для расчёта магнитного поля в магнитостатике можно пользоваться (и часто это весьма удобно) понятием магнитного заряда, вводящим аналогию магнитостатики с электростатикой и позволяющим применять в магнитостатике формулы, аналогичные формулам электростатики — но не для электрического, а для магнитного поля. Обычно (за исключением случая теоретического рассмотрения гипотетических магнитных монополей) подразумевается лишь чисто формальное использование, так как в реальности магнитные заряды не обнаружены. Такое формальное использование (фиктивных) магнитных зарядов возможно благодаря теореме эквивалентности поля магнитных зарядов и поля постоянных электрических токов. Фиктивные магнитные заряды можно использовать при решении разных задач как в качестве источников магнитного поля, так и для определения действия внешних магнитных полей на магнитное тело (магнит, катушку).

## Комментарий о ситуации в среде
С микроскопической точки зрения среда состоит из частиц (молекул и др.), находящихся в вакууме. Гипотетически можно было бы всегда пользоваться уравнениями Максвелла для вакуума, приравняв {\displaystyle \mu } всюду единице. Однако, чтобы так сделать, нужно было бы в {\displaystyle {\vec {j}}} охватывать все токи (в том числе микротоки, обеспечивающие магнитную поляризацию вещества (молекулярные токи), которые обычно заранее неизвестны. Из-за этого, в частности, сфера применения закона Био—Савара ограничена только ситуацией отсутствия среды.
Поэтому в магнитостатике (и в электродинамике вообще) принят иной подход, когда под полем {\displaystyle {\vec {B}}} понимается макроскопическое поле, иначе говоря, поле, усреднённое по малому (но всё же содержащему достаточное число молекул) объёму среды. При этом под {\displaystyle {\vec {j}}} подразумевается именно ток проводимости. Молекулярный же ток {\displaystyle {\vec {j}}_{mol}}учитывается величиной намагниченности {\displaystyle {\vec {M}}}, входящей в соотношениe   
{\displaystyle {\vec {H}}={\frac {1}{\mu _{0}}}{\vec {B}}-{\vec {M}}\,} (CИ) {\displaystyle \qquad {\vec {H}}={\vec {B}}-4\pi {\vec {M}}\,} (СГС),
где
{\displaystyle \mathrm {rot} {\vec {M}}={\vec {j}}_{mol}\,} (СИ) {\displaystyle \qquad \mathrm {rot} {\vec {M}}=c^{-1}{\vec {j}}_{mol}\,} (СГС).
Формально, получается, что всё, касающееся конкретной среды, «спрятано» в единственную зависимость — зависимость намагниченности от намагничивающего поля (то есть, в принципе, в одну-единственную формулу) вида {\displaystyle {\vec {M}}=f({\vec {H}})=\chi _{m}{\vec {H}}}. Здесь {\displaystyle \chi _{m}} — магнитная восприимчивость (не обязательно постоянная), при этом {\displaystyle \mu =1+\chi _{m}} (СИ) или {\displaystyle \mu =1+4\pi \chi _{m}} (СГС).

## Расчёт силы взаимодействия
Выражение для силы Лоренца (силы, с которой на движущуюся заряженную частицу действует магнитное поле) имеет вид
{\displaystyle {\vec {F}}=q^{*}\left[{\vec {v}}^{*}\times {\vec {B}}\right]\,} (СИ) {\displaystyle \qquad {\vec {F}}={\frac {q^{*}}{c}}\left[{\vec {v}}^{*}\times {\vec {B}}\right]\,} (СГС),
где {\displaystyle q^{*}} и {\displaystyle {\vec {v}}^{*}} — величина заряда и скорость заряженной частицы, играющей в этом контексте роль пробного тела.
Формула для силы Ампера (с которой на элемент {\displaystyle I^{*}d{\vec {l}}^{*}} контура с «пробным» током {\displaystyle I^{*}} действует магнитное поле) записывается: 
{\displaystyle d{\vec {F}}=I^{*}\left[d{\vec {l}}^{*}\times {\vec {B}}\right]\,} (CИ) {\displaystyle \qquad d{\vec {F}}={\frac {I^{*}}{c}}\left[d{\vec {l}}^{*}\times {\vec {B}}\right]\,} (СГС).
Реально поле {\displaystyle {\vec {B}}} может создаваться неким другим контуром, то есть последняя формула фактически задаёт силу взаимодействия.
Выражения, описывающие действие поля на движущийся заряд (силы Лоренца) или на ток (силы Ампера), для магнитных сред и для вакуума имеют один и тот же вид.